# Вилем Старший Попел из Лобковиц
Вилем Старший Попел из Лобковиц (чеш. Vilém starší Popel z Lobkowicz; 1567—1637, Збирог, Чешское королевство) — чешский аристократ, один из лидеров восстания чешских сословий, участник второй пражской дефенестрации. В 1618—1620 годах занимал пост высочайшего гофмистра Чешского королевства. После разгрома восстания был приговорён к смерти, но получил помилование и умер в тюрьме.

## Биография
Вилем Попел принадлежал к старинному чешскому роду Лобковицев и родился в 1567 году в семье Яна IV Попела и его третьей жены Елизаветы из Роггесдорфа. Его называли «Старшим», чтобы отличать от сородича того же имени. Вилем служил при дворе эрцгерцога австрийского Максимилиана III, занимал должность гетмана Пльзеньского края (в 1596—1597, 1600—1601, 1602—1603, 1604—1605, 1606—1607, 1610—1611 годах).
В 1618 году Вилем Попел присоединился к чешским дворянам-протестантам, выступившим против габсбургского правления. Он участвовал в дефенестрации, когда из окон были выброшены наместники Вилем Славата и Ярослав Боржита из Мартиниц, а затем вошёл в состав нового чешского правительства — Директории. При короле Фридрихе Пфальцском Вилем занял пост высочайшего гофмистра. Когда чехи были разгромлены на Белой Горе (ноябрь 1620), он возглавил депутацию, просившую курфюрста Максимилиана Баварского о пощаде, позже был арестован и приговорён к смерти. Благодаря ходатайствам сородичей-католиков казнь была заменена на заключение, в котором Вилем находился до своей смерти в 1637 году. Его владения были конфискованы.
Вилем Попел был дважды женат: на Еве из Швамберка, дочери Яна Иржи из Швамберка и Альжбеты из Донина, и на Сибилле Вальдштейн, дочери Яна Вальдштейна и Магдалены Вартенберг. В первом браке родились двое детей, имена которых неизвестны. Во втором браке на свет появились сын Ян (1603—1620) и дочь Ева, жена Яна Себастьяна из Швамберка и Леонгарда Колонны фон Фельса.